# Сърболужишки институт
Сърболужишкия институт (на горнолужишки: Serbski institut, (на немски: Sorbisches Institut) е научна институция, намираща се в Бауцен, Германия. Занимава се с изучаване на лужишките езици и с проучване на историята, културата и социалния живот на лужичаните. Институтът събира и архивира материали, посветени на езика и ги предоставя за обществено изучаване и разпространение на лужишката култура.
Институтът е създаден през 1992 г. на базата на Института за сърблужишка етнология, който е който е създаден на 1 май 1951 г. в Бауцен по инициатива на лужишкия професор Павол Новотни. На 1 август 1952 г. Институтът за сърблужишка етнология става част от Германската академия (от 1972 г. – Академия на науките на ГДР).
Администрацията на Сърболужишкия институт се намира в Бауцен, а в Котбус има клон на научната институция. Тя се състои от 15 длъжности за научни сътрудници и 11 длъжности за научен, технически и административен персонал. Служителите на института преподават в различни висши учебни заведения в Германия и чужбина. Институтът си сътрудничи с Института по сърбистика на Лайпцигския университет.
В Сърболужишкия институт има Сърболужишка централна библиотека и архив.
От 1952 г. институтът публикува две научни поредици от книги, научното периодично издание „Lětopis“, което се издава два пъти годишно.

## Ръководители
- Павол Новотни (1951 – 1977)
- Мерчин Каспер (1977 – 1990)
- Хелмут Фаска (1990 – 1992)
- Дитрих Шолта (1992 – 2014)
- Гауке Бартелс (2016 – )

|  | Тази страница частично или изцяло представлява превод на страницата „Серболужицкий институт“ и страницата Sorbisches Institut в Уикипедия на руски и немски език. Оригиналните текстове, както и този превод, са защитени от Лиценза „Криейтив Комънс – Признание – Споделяне на споделеното“, а за творби, създадени преди юни 2009 година – от Лиценза за свободна документация на ГНУ. Прегледайте историята на редакциите на оригиналните страници тук и тук, за да видите списъка на техните съавтори. ВАЖНО: Този шаблон се отнася единствено до авторските права върху съдържанието на статията. Добавянето му не отменя изискването да се посочват конкретни източници на твърденията, които да бъдат благонадеждни. |